# ケン・クワピス
ケン・クワピス（Ken Kwapis、1958年8月17日 - ）は、アメリカ合衆国の映画監督。

## 略歴
イリノイ州ヴェルヴィル出身。
ノースウェスタン大学と南カリフォルニア大学で学ぶ。1985年に『セサミストリート ザ・ムービー:おうちに帰ろう、ビッグバード』で映画監督デビュー。

## 主な監督作品
- セサミストリート ザ・ムービー:おうちに帰ろう、ビッグバード! Sesame Street presents Follow That Bird (1985)
- バイブス秘宝の謎 Vibes (1988)
- ヒー・セッド、シー・セッド/彼の言い分、彼女の言い分 He Said, She Said (1991)
- Let'sチェックイン! Dunston Checks In (1995)
- 美容師と野獣 The Beautician and the Beast (1997)
- The Office  (2005-2009)
- 旅するジーンズと16歳の夏 The Sisterhood of the Traveling Pants (2005)
- ライセンス・トゥ・ウェディング License to Wed (2007)
- そんな彼なら捨てちゃえば? He's Just Not That into You (2009)
- だれもがクジラを愛してる。 Big Miracle (2012)
- ロング・トレイル! A Walk in the Woods (2015)